# Gaio Cassio Parmense
Gaio Cassio Parmense (74 a.C. – Azio, 31 a.C.) è stato uno scrittore romano appartenente ad una delle famiglie fondatrici della città di Parma (ramo della gens Cassia) e autore di tragedie ed elegie.
Fu tra i congiurati che colpirono Giulio Cesare nel 44 a.C.
Ucciso per ordine di Cesare Augusto nei pressi di Azio, fu l'ultimo degli assassini di Cesare a morire (31 a.C.).
(Verso di Gaio Cassio Parmense riportato da Marco Terenzio Varrone)